# Der Romanleser
Der Romanleser war eine österreichische Monatszeitung. Sie erschien von 1898 bis 1903 dreimal monatlich in Wien. Im ersten Erscheinungsjahr ist das Titelblatt des Romanlesers relativ konservativ und einfach gestaltet. In den darauffolgenden zwei Jahren, von 1899 bis 1900, ist der Kopfteil jeder Ausgabe mit dem Bild eines lesenden Mannes in Szene gesetzt. Ab 1901 war das Titelblatt mit Blumenornamenten geschmückt. Jede Ausgabe des Romanlesers enthielt einen Roman, eine Novelle oder eine Erzählung vollständig abgedruckt.